# Université de Kagawa
L'Université de Kagawa (香川大学, Kagawa Daigaku, couramment abrégée en Kadai, 香大) est une université nationale japonaise, située à Takamatsu dans la préfecture de Kagawa.

## Histoire
L'université a été créée en 1949 par la fusion de plusieurs structures antérieures

## Composantes
L'université est structurée en facultés de 1er cycle (学部, gakubu), qui ont la charge des étudiants de 1er cycle universitaire, et en facultés de cycles supérieurs (研究科, kenkyūka), qui ont la charge des étudiants de 2e et 3e cycle universitaire.

### Facultés de1ercycle
L'université compte 6 facultés de 1er cycle (学部, gakubu).
- Faculté d'économie
- Faculté de droit
- Faculté d'éducation
- Faculté de médecine
- Faculté d'ingénierie
- Faculté d'agriculture

### Facultés de cycles supérieur
L'université compte 9 facultés de cycles supérieurs (研究科, kenkyūka).
- Faculté d'économie
- Faculté de droit
- Faculté d'éducation
- Faculté de médecine
- Faculté d'ingénierie
- Faculté d'agriculture
- Faculté de management
- Faculté de droit en commun avec l'Université d'Ehime
- Faculté d'agriculture en commun avec l'Université d'Ehime

## Personnalités liées

### Étudiants
- Masayoshi Ōhira, premier ministre du Japon, étudiant dans l'une des structures fusionnées qui ont donné naissance à l'université